# Fort Gulick

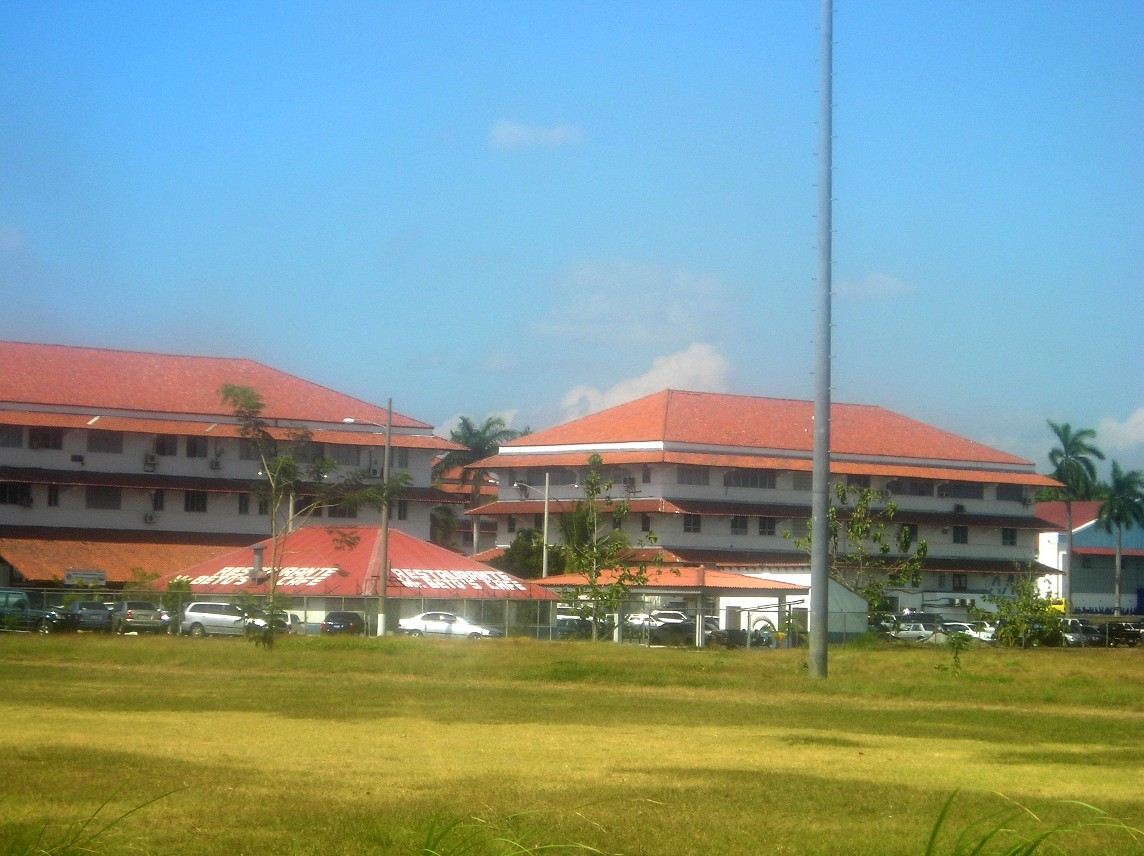
Bâtiments de l'Escuela de las Americas (2006)

Fort Gulick est une ancienne base de l'armée américaine dans l'ancienne zone du canal de Panama située sur la rive atlantique du canal de Panama près de Fort Davis (en), sur le lac Gatun. Le fort héberge l'École militaire des Amériques de 1946 à 1984.

## Historique

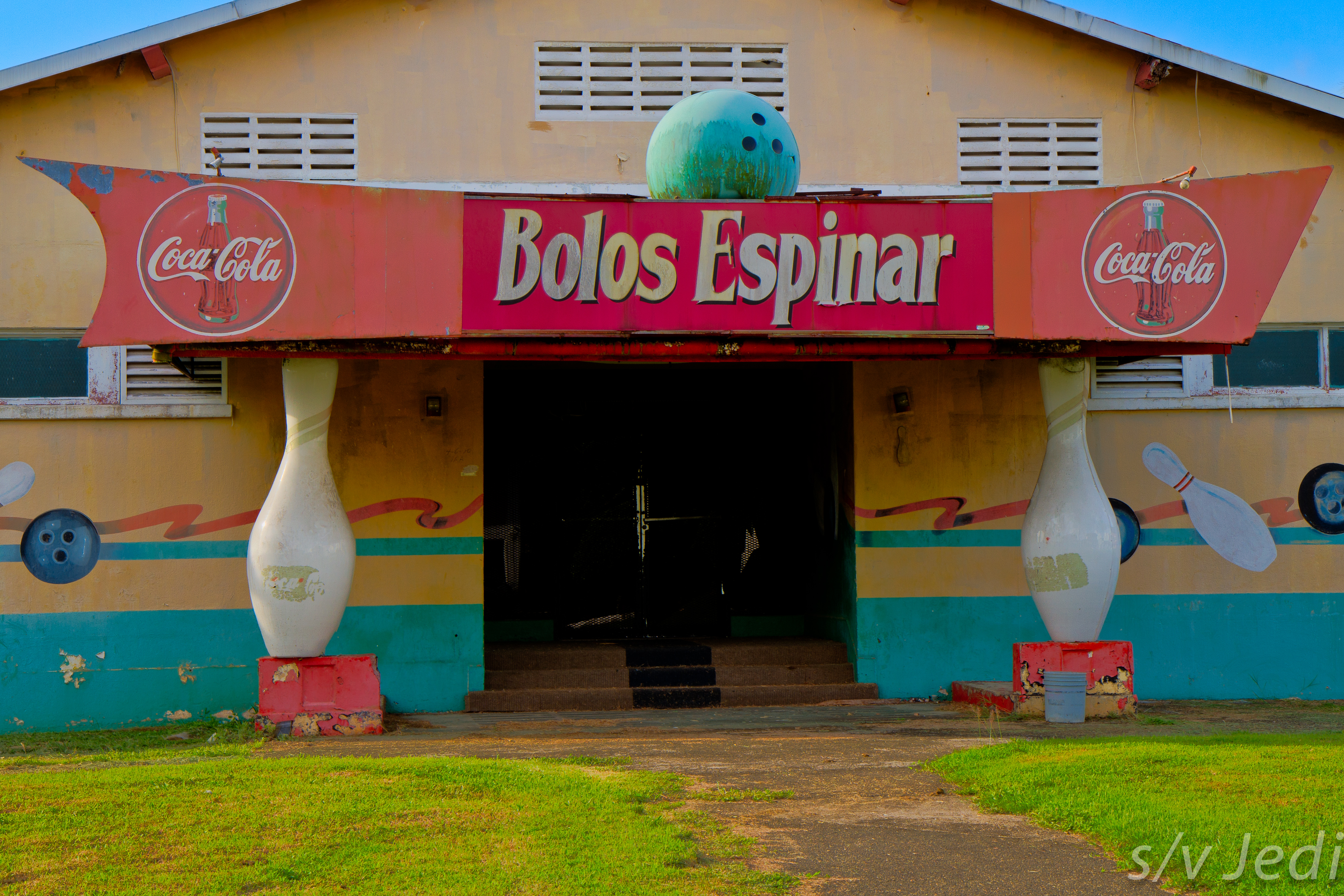
Bowling abandonné à Fort Gulick

Le poste a été construit et ouvert en 1941, et nommé en l'honneur de John W. Gulick (en), un général de division de l'armée américaine qui a servi comme chef de l'artillerie côtière (en) de 1930 à 1934 et a commandé une brigade au Panama en 1935 et 1936.
Le lieu est l'installation d'origine du 8th Special Forces Group (en) (Force d'action spéciale (aéroportée) en 1962, et l'emplacement de l'École des Amériques, aussi surnommée école des assassins,. En 1984, le contrôle du fort est transféré à la République du Panama qui la rebaptisé Fuerte Espinar. Les États-Unis ont repris l'administration du fort à la suite de l'invasion du Panama en 1989, mais ont conservé le nom de Fort Espinar.

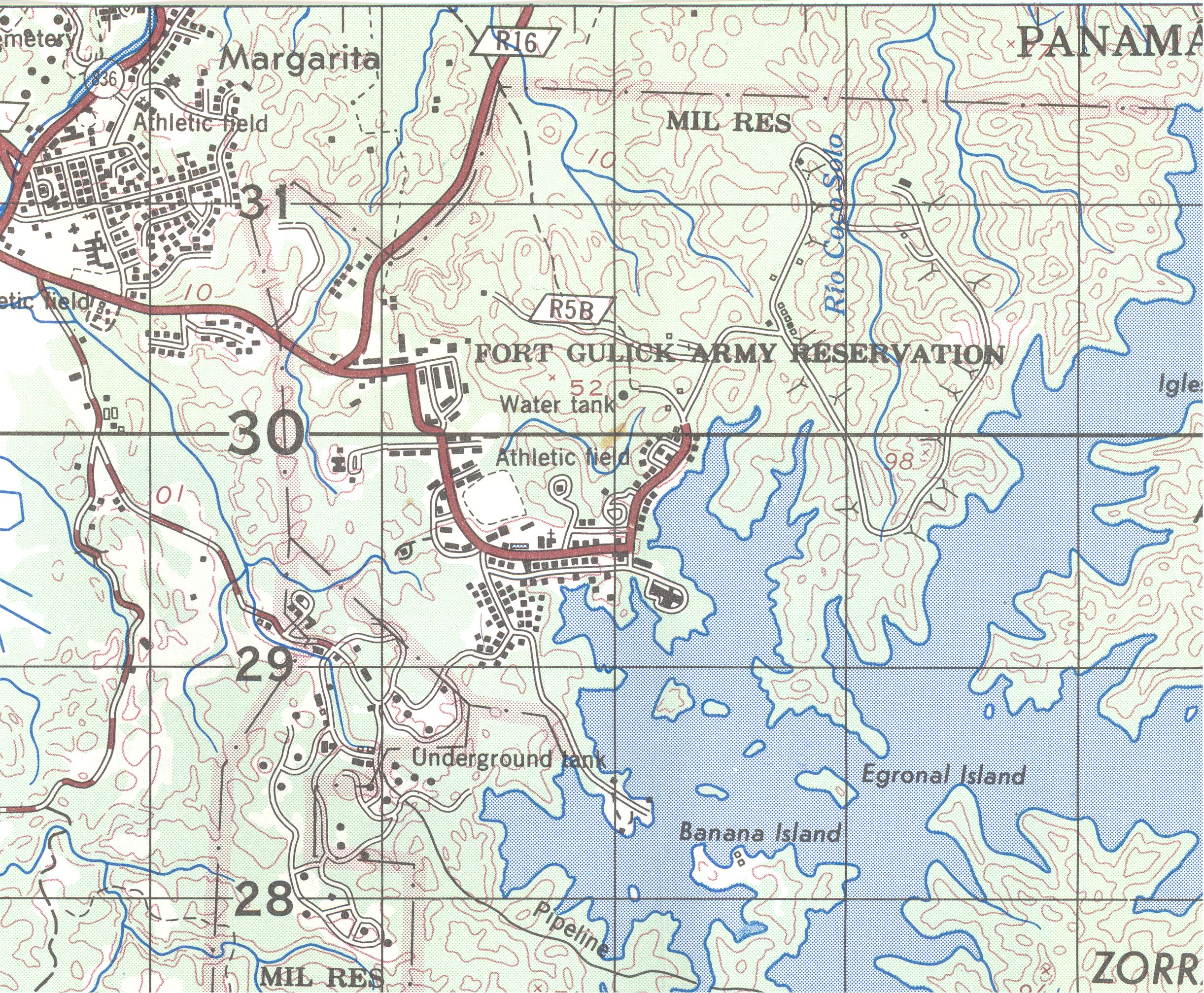
Carte de Fort Gulick, 1979

L'ancien site de Fort Gulick fait partie du district municipal de Colón, au Panama, et abrite un complexe hotelier de luxe.